# Poulsenia armata
La Poulsenia armata és l'única espècie del gènere de plantes Poulsenia de la tribu de les castíl·lies dins la família de les moràcies. És nadiua de les selves del sud de Mèxic a Bolívia i Veneçuela.